# Stowarzyszenie na rzecz Dzikich Zwierząt „Sokół”
Stowarzyszenie na Rzecz Dzikich Zwierząt „Sokół” powstało w 2002 roku. Działa na terenie całego kraju, posiada status Organizacji Pożytku Publicznego. Jego siedziba mieści się we Włocławku.
Uczestniczy w pracach Programu Restytucji Populacji Sokoła Wędrownego w Polsce. Koordynuje przede wszystkim prace w zakresie monitoringu populacji sokoła wędrownego. Stowarzyszenie prowadzi także reintrodukcje sokołów, przede wszystkim na terenach leśnych, w celu odbudowy populacji nadrzewnej sokoła wędrownego, niegdyś charakterystycznej dla całego obszaru Polski. Monitoring odbudowującej się populacji sokoła obejmuje m.in. instalowanie sztucznych gniazd dla sokołów i obrączkowanie piskląt.
Sokoły gnieżdżą się m.in. w następujących miejscach:
- Warszawa – Pałac Kultury i Nauki
- Płock
- Włocławek
- Toruń
- Pieniny
- Sudety

W ramach popularyzacji ochrony sokoła wędrownego Stowarzyszenie prowadzi transmisję internetową z gniazd we Włocławku (na kominie MPEC), Warszawie (na 45. piętrze PKiN) oraz kilku innych lokalizacji. 
W 2018 roku w Polsce stwierdzono już 8 gniazd sokoła wędrownego w lasach. Ponadto po raz pierwszy na świecie Stowarzyszenie uruchomiło podgląd online z nadrzewnego gniazda sokoła wędrownego w Nadleśnictwie Trzebież. 
Krzysztof Krauze i Joanna Kos-Krauze wsparli akcję zbierania w 2008 roku 1% podatku na rzecz Stowarzyszenia na rzecz Dzikich Zwierząt „Sokół”, przekazując swój jeden procent podatku i udostępniając swoje zdjęcie do promocji akcji.
Od 2010 roku Stowarzyszenie prowadzi reintrodukcje sokołów na nowych zasadach.
W 2010 roku wypuszczono 56 młodych sokołów w 3 lokalizacjach, a w 2011 – 66 młodych w 4 lokalizacjach.